# 에밀리의 병원 24시
에밀리의 병원 24시(Emily Owens, M.D.)는 2012년 10월 16일부터 2013년 2월 5일까지 The CW에서 방영된 드라마이다.

## 출연
- 메이미 거머 - 에밀리 오웬스
- 저스틴 하틀리 - 윌 콜린스
- 아자 나오미 킹 - 커샌드라 코플슨
- 켈리 매크리어리 - 타이라 듀프리
- 마이클 레이디 - 미카 반스
- 네카 자데간 - 지나 반다리